# Gehyra corona
Gehyra corona — вид геконоподібних ящірок родини геконових (Gekkonidae). Описаний у 2024 році.

## Поширення
Ендемік Папуа Нової Гвінеї. Поширений лишу на острові Краун біля північного узбережжя Нової Гвінеї, який адміністративно належить до провінції Маданг.

## Назва
Назва виду corona — це латинський іменник, що означає «корона», на честь єдиного острова (Crown Island), де живе цей вид.
Це вид Gehyra середнього розміру (доросла самиця SVL 75–88 мм, дорослий самець 79–95 мм). Забарвлення статево диморфне, з темно-коричневими плямами на спині самців, а у самиць — сірими, нерівномірно вкрапленими коричневим, і з білуватими або блідо-сірими крапками на шиї та голові.